# Arteria descendente anterior izquierda
La arteria descendente anterior izquierda, o rama interventricular anterior de la arteria coronaria izquierda, es una ramificación de la arteria coronaria izquierda. En la circulación coronaria su función es irrigar de sangre la mayor parte del tabique interventricular, las paredes anterior, lateral y apical del ventrículo izquierdo, la mayor parte de los nódulos de Tawara y el músculo papilar anterior de la válvula bicúspide. También proporciona circulación colateral para el ventrículo derecho anterior, para la parte posterior del tabique interventricular y para la arteria descendiente posterior.